# Tilloy-Floriville
Tilloy-Floriville là một xã ở tỉnh Somme, vùng Hauts-de-France, Pháp.
Thị trấn này có cự ly khoảng 15 miles về phía tây nam của Abbeville.

## Dân số
| 1926                                                  | 1931 | 1936 | 1946 | 1954 | 1962 | 1968 | 1975 | 1982 | 1990 | 1999 | 2005 |
| ----------------------------------------------------- | ---- | ---- | ---- | ---- | ---- | ---- | ---- | ---- | ---- | ---- | ---- |
| 292                                                   | 300  | 287  | 281  | 292  | 295  | 293  | 273  | 292  | 333  | 324  | 359  |
| Số liệu dân số từ năm 1962, dân số không tính hai lần |      |      |      |      |      |      |      |      |      |      |      |